# Krusty
Herschel Shmoikel Pinkus Yerucham Krustofski (em hebraico:הרשל שמואל פינחס ירוחם קרוסטופסקי;‎ em Íidishe: יעראָחאם קרוסטאָפסקי ערשעל שמאָיכל פינחאס), mais comumente conhecido por Krusty, o palhaço ou apenas Krusty, é um personagem fictício da série norte-americana de televisão The Simpsons. No original a sua voz é provida pelo ator vocal Dan Castellaneta. Krusty é o apresentador do programa preferido de televisão de Bart e Lisa Simpson. Assim como é no programa de Krusty que é vinculado o desenho animado favorito de todas as crianças de Springfield, o The Itchy & Scratchy Show (Show de Comichão e Coçadinha).
O personagem é normalmente retratado como um auto-destrutivo e viciado fumante inveterado que é incapaz de gerenciar sua vida e seus negócios. Por causa de sua irresponsabilidade acaba várias vezes por perder tudo, mas logo acaba por reconquistar, muitas vezes com a ajuda de Bart e Lisa.
Uma sátira ao palhaço Bozo, Krusty foi desenhado para parecer-se com Homer Simpson. A ideia era de que Bart idolatrasse um astro de TV que se parecesse exatamente com seu pai. Sua voz original é baseada na voz de Bob Bell, o palhaço Bozo original.
Krusty é também um dos personagens mais antigos do desenho, tendo tido sua primeira aparição ainda nos curtas vinculados no "The Tracey Ullman Show".
Na temporada de número 26 que ja é exibida atualmente nos Estados Unidos, os diretores de "Os Simpsons" disseram que um personagem importante morreria, no entanto os fãs de "Os Simpsons" ficaram decepcionados por ser somente um personagem considerado secundário, mas era Rabi Krustofski, pai de Krusty.

## Biografia
Krusty nasceu Herschel Shmoikel Pinkus Yerocham Krustofsky em uma tradicional família judia. Seu pai era um rabino chamado Hyman Krustofsky. Hyman foi fortemente contra o desejo de Krusty de tornar-se um palhaço, sendo seu desejo que o filho seguisse seus passos e se juntasse ao rabinato. Porém mesmo com a desaprovação do pai Krusty continuou fazendo sua comédia estilo pastelão. Um dia, enquanto se apresentava em uma convenção de rabinos, um dos presentes, que também fazia piadas, esguichou água em seu rosto fazendo sua maquilagem derreter. Quando o rabino Krustofski percebeu que aquele palhaço era seu filho ele imediatamente o deserdou, ficando rompido com ele por 25 anos. Tempos depois Krusty se reconciliou com o pai, com a ajuda de Bart e Lisa Simpson.
Krusty é o apresentador de seu próprio show, o "O Show de Krusty, o Palhaço", que é dirigido para as crianças de Springfield e tem muitos fãs, entre eles os irmãos Bart e Lisa.
O passado de Krusty já foi contado das mais diversas formas nos 19 anos de vinculação da série "Os Simpsons". Muito da informação mais antiga é ou tornou-se contraditória, sendo substituída em episódios mais novos. Um exemplo: Krusty certa vez revelou ter sido banido da televisão por trinta e três anos consecutivos, tirando-o do ar entre 1957 e 1959. Apesar disso outro episódio mostrou uma reprise de Krusty datada de 1961.
Bart Simpson é um dos maiores fãs de Krusty. Certa vez ele declarou "Eu baseei toda minha vida nos ensinamentos de Krusty". Ele também dorme em um quarto repleto de pôsteres e brinquedos marca Krusty.
Uma das histórias mais recorrentes da série, a de Sideshow Bob tentando assassinar Bart originou-se de uma ajuda dada por este último ao seu grande ídolo, livrando-o da cadeia. De fato Bart, às vezes auxiliado por sua irmã, já ajudou Krusty diversas vezes.
Apesar de estar constantemente falindo, Krusty é um multi-milionário que amalhou sua fortuna basicamente licenciando seu nome para produtos, dos quais a grande maioria são embustes mal planejados e perigosos que causam grandes riscos às crianças. Em um episódio Bart declara: "Eu tive problemas médicos por causa das vitaminas Krusty, e minha calculadora Krusty não tem nem 7 nem 8." O Krusty Burguer, a cadeia de lanchonetes mais famosa da série, pertence ao palhaço, Krusty é mostrado na série como um veterano do entretenimento cansado de sua fama e de lidar com crianças. Devido a sua infelicidade tornou-se viciado em jogo, cigarros, álcool, Percodan, Pepto-Bismol e Xanax.
Em um episódio da quarta temporada Krusty foi convencido por seu fiel fã Bart Simpson à concorrer a uma vaga no Congresso dos Estados Unidos. Dessa feita, Krusty poderia impedir aviões de passar por cima da casa dos Simpsons. Krusty foi eleito pelo Partido Republicano, mas nunca mais seu trabalho como congressista foi mencionado na série.

## Família
Além de seu pai, Hyman Krustofsky, do qual se manteve distante por 25 anos, a família de Krusty teve pouca relevância na série. Krusty parece ter gerado uma série de filhos ilegítimos. Ele reconheceu pelo menos um deles, uma menina chamada Sophie.
Durante a série Krusty é também mencionado que o ator Luke Perry é seu meio-irmão. Esta relação é nebulosa, mas ao que parece Perry é filho de um possível segundo casamento de sua mãe - nunca mostrada no desenho. Perry é bem mais novo que o irmão e nutre por esse uma profunda admiração. Krusty por seu lado parece ter grandes ciúmes de Perry.

## Caracterização

### Desenvolvimento
O episódio da terceira temporada "Like Father, Like Clown" é o primeiro a estabelecer que Krusty é judeu. A religião de Krusty não fazia parte do conceito original, e a ideia veio de Jay Kogen. O episódio é uma paródia do filme The Jazz Singer (1927), que trata de um filho de formação religiosa rígida que desafia o pai a se tornar um artista. Para fazer de "Like Father, Like Clown" uma paródia completa do tal filme, foi tomada a decisão de tornar Krusty judeu e fazer com que seu pai fosse rabino. O sobrenome verdadeiro de Krusty, Krustofsky, foi sugerido por Al Jean. O pai de Krusty, Rabino Hyman Krustofsky, foi interpretado por Jackie Mason, que ganhou o Primetime Emmy Award de Melhor Performance de Dublagem pelo episódio. Foi estabelecido em "Krusty Gets Busted" que Krusty é analfabeto. Isso foi mostrado em episódios subsequentes como "Itchy & Scratchy & Marge", mas a característica foi abandonada após as primeiras temporadas porque era difícil para os escritores escreverem para um personagem analfabeto.

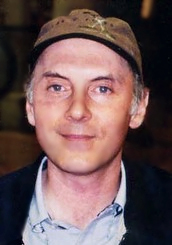
Dan Castellaneta é a voz original de Krusty.

O design de Krusty passou por diversas mudanças sutis desde os primeiros anos. Para o episódio "Homie the Clown", o design de Krusty foi permanentemente aprimorado e ele recebeu um focinho de formato diferente e bolsas permanentes sob os olhos para distingui-lo de Homer. No episódio "Lisa's Wedding", que se passa quinze anos no futuro, o design de Krusty foi significativamente alterado para fazê-lo parecer consideravelmente mais velho e foi baseado em Groucho Marx.
Krusty é o personagem favorito de vários dos escritores originais, muitos dos quais se relacionavam com ele e queriam escrever os episódios focados em Krusty. Krusty foi usado como uma oportunidade para piadas do show business. Assim, muitas das experiências e anedotas de Krusty são baseadas em experiências e histórias reais ouvidas pelos escritores. Ele era um dos favoritos de Brad Bird, que dirigiu os dois primeiros episódios de Krusty e sempre tentou animar uma cena em cada episódio de Krusty.
Em 1992, Matt Groening e James L. Brooks começaram a planejar um spin-off de The Simpsons que giraria em torno de Krusty e estrelaria Dan Castellaneta fazendo a voz original do personagem. Eles lançaram a série em 1994. Groening e Michael Weithorn escreveram um roteiro piloto no qual Krusty se mudou para Los Angeles e apresentou seu próprio talk show. Uma piada recorrente ao longo do roteiro era que Krusty morava em uma casa sobre palafitas de madeira que era continuamente roída por castores. Eventualmente, as negociações do contrato fracassaram e Groening decidiu interromper o trabalho no projeto.
Antes da apresentação de ação ao vivo de Groening, os produtores dos Simpsons, Al Jean e Mike Reiss, planejaram um spin-off animado de Krusty, no qual ele seria pai solteiro na cidade de Nova York. Os personagens coadjuvantes incluiriam uma maquiadora espinhosa e um chefe parecido com Ted Turner. Esta proposta malsucedida foi posteriormente transformada na série animada The Critic.

### Voz e dublagem
A voz original do personagem é feita por Dan Castellaneta, que também faz a voz original de Homer Simpson. Castellaneta baseou sua interpretação no ator Bob Bell. No Brasil, Krusty teve diversos dubladores, incluindo Carlos Seidl. A atual voz do personagem é feita pelo dublador Alexandre Moreno.